# Hampton (Nova Jersey)
Hampton és una població dels Estats Units a l'estat de Nova Jersey. Segons el cens del 2006 tenia 1.658 habitants.

## Demografia
Segons el cens del 2000, Hampton tenia 1.546 habitants, 559 habitatges, i 377 famílies. La densitat de població era de 387,6 habitants/km².
Dels 559 habitatges en un 36,5% hi vivien nens de menys de 18 anys, en un 53,3% hi vivien parelles casades, en un 10,7% dones solteres, i en un 32,4% no eren unitats familiars. En el 27,7% dels habitatges hi vivien persones soles el 13,1% de les quals corresponia a persones de 65 anys o més que vivien soles. El nombre mitjà de persones vivint en cada habitatge era de 2,58 i el nombre mitjà de persones que vivien en cada família era de 3,2.
Per edats la població es repartia de la següent manera: un 25,7% tenia menys de 18 anys, un 10,9% entre 18 i 24, un 30,3% entre 25 i 44, un 22,1% de 45 a 60 i un 11% 65 anys o més.
L'edat mediana era de 35 anys. Per cada 100 dones de 18 o més anys hi havia 108 homes.
La renda mediana per habitatge era de 51.111 $ i la renda mediana per família de 64.583 $. Els homes tenien una renda mediana de 45.096 $ mentre que les dones 32.000 $. La renda per capita de la població era de 22.440 $. Aproximadament el 7,1% de les famílies i el 8,3% de la població estaven per davall del llindar de pobresa.

## Poblacions més properes
El següent diagrama mostra les poblacions més properes.